# Solo el fin del mundo
Solo el fin del mundo, título original en francés Juste la fin du monde, es una película canadiense-francesa del género dramático, escrita y dirigida por Xavier Dolan. La película está basada en el guion de Juste la fin du monde, de Jean-Luc Lagarce. Está protagonizada por Gaspard Ulliel, Nathalie Baye, Marion Cotillard, Léa Seydoux y Vincent Cassel. La película trata de un autor joven que se reúne con su familia después de una ausencia de 12 años para informarles que pronto morirá. Se rodó en Montreal y Laval, Quebec.
La película se proyectó en el Festival de Cine de Cannes de 2016, donde recibió reacciones divididas de los críticos, mayormente negativas. Dolan se convirtió en el segundo director canadiense para recibir el Premio del jurado. Estuvo nominada a nueve candidaturas en los premios Canadian Screen Awards, incluyendo Mejor Película. En los Premios César, Xavier Dolan recibió dos estatuillas al Mejor director y Mejor Montaje. El actor Gaspard Ulliel ganó como Mejor actor.

## Argumento
La historia transcurre en un lugar identificado como "En algún sitio" y narra el regreso de Louis, un escritor homosexual de 34 años, a su familia después de haber estado fuera durante 12 años para comunicar que tiene una enfermedad terminal
. Luego, toma un vuelo corto a su casa para reunirse con su familia, a quien no ha visto en doce años. Su hermana menor, Suzanne, tiene poco conocimiento de él. Al llegar a la casa, la madre de Louis, Martine, se sorprendió al darse cuenta de que Louis nunca ha conocido a la mujer de su hermano Antoine, Catalina, pues no estuvo presente en su boda. Catalina comienza a platicar a Louis sobre ella y los niños de su matrimonio con Antoine. Con mucho nervio y tartamudeando, le explica que uno de sus hijos también se llama Louis, al igual que su abuelo. Antoine crea tensión, diciendo que Louis no está interesado en escuchar acerca de sus hijos. Louis expresa interés en ver la antigua casa de la familia, citando la nostalgia, lo que confunde a los otros que lo consideran como una ruina. Más tarde se habla por teléfono, diciendo que planea decirle a su familia sobre su muerte inminente y le preocupa la reacción de ellos cuando se enteren de la noticia.

## Reparto
- Gaspard Ulliel como Louis.[4][5]
- Nathalie Baye como Martine.
- Marion Cotillard como Catherine.
- Léa Seydoux como Suzanne.
- Vincent Cassel como Antoine.

## Producción
En abril de 2015, se anunció que Xavier Dolan dirigiría una película titulada "Juste la fin du monde" (título internacional: It's Only the End of the World), protagonizada por Gaspard Ulliel, Nathalie Baye, Marion Cotillard, Léa Seydoux y Vincent Cassel. Gracias al apoyo de Telefilm Canadá, la película será producida por Sons of Manual, de Dolan y Nancy Grant, y MK2 Productions, propiedad de Nathanaël Karmitz, junto a Sylvain Corbeil. Por su parte, Seville International se encargará de las ventas internacionales de la película.
El rodaje de la película comenzó el 26 de mayo de 2015 en Montreal.

## Estreno

### Marketing
La primera imagen de la película, con Marion Cotillard, fue estrenada el 13 de junio de 2015.

### Lanzamiento
Planes de la productora Diaphana / MK2 decide estrenar primero la película en Francia, mientras que Entertainment One y Les Films Sevilla se distribuirá la película en Canadá, se dieron a conocer en abril de 2015.La película tuvo su estreno mundial en el Festival de Cannes en mayo de 2016.

## Recepción de la crítica
La película alcanzó varias críticas que ganan por mayoría siendo en forma negativa. Entre ellas;
Pablo O. Scholz en Diario Clarín escribió:

"Es una aglomeración de conflictos y altercados que bombardean al espectador. (...) También, es una acumulación de lugares comunes, que van desde el despertar sexual al cliché de los recuerdos de la madre."

Alejandro Lingenti en Diario La Nación  escribió:

"No hay manera de no decir nada. Se puede decir demasiado o bien no decir lo suficiente. Esa idea atraviesa el sexto largometraje de Xavier Dolan, (...) Dolan cuenta ese visible desencuentro apelando a una sucesión de planos cerrados que acentúan el ahogo."

Jon Frosch de The Hollywood Reporter escribió:

"Una decepción, incluso para los fans de Dolan (...) 'Juste La Fin Du Monde' seguramente unirá a las facciones pro y contra Dolan en común acuerdo: no es muy buena"

Peter Debruge de Variety escribió:

"El trabajo más maduro de Xavier Dolan es también el más inaguantable (...) El resultado es una experiencia dramática a menudo insoportable en la que los personajes casi nunca paran de hablar".

Peter Bradshaw de The Guardian escribió:

"Pocas veces la claustrofobia de una familia ha sido tan bien llevada como este drama elegantísimo (y muy polarizador) (...) Dolan ha hecho películas insufribles en el pasado, pero ésta no es una de ellas (...) Puntuación: ★★★★ (sobre 5)".

## Premios y nominaciones
| Premio/Festival de cine      | Categoría                            | Nominado/a                                                   | Resultado |
| ---------------------------- | ------------------------------------ | ------------------------------------------------------------ | --------- |
| Canadian Screen Awards       | Mejor película                       | Nancy Grant, Sylvain Corbeil y Xavier Dolan                  | Ganadores |
| Canadian Screen Awards       | Mejor dirección                      | Xavier Dolan                                                 | Ganador   |
| Canadian Screen Awards       | Mejor guion adaptado                 | Xavier Dolan                                                 | Ganador   |
| Canadian Screen Awards       | Mejor actor de reparto               | Vincent Cassel                                               | Ganador   |
| Canadian Screen Awards       | Mejor actriz de reparto              | Nathalie Baye                                                | Nominada  |
| Canadian Screen Awards       | Mejor Fotografía                     | André Turpin                                                 | Ganador   |
| Canadian Screen Awards       | Mejor maquillaje                     | Maïna Militza y Denis Vidal                                  | Ganadores |
| Canadian Screen Awards       | Mejor sonido                         | François Grenon                                              | Nominados |
| Canadian Screen Awards       | Mejor edición de sonido              | Sylvain Brassard, Guy Francoeur, Benoît Dame y Guy Pelletier | Nominados |
| Cannes Film Festival         | Gran Premio del Jurado               | Juste la fin du monde                                        | Ganadora  |
| Cannes Film Festival         | Premio del Jurado Ecuménico          | Juste la fin du monde                                        | Ganadora  |
| César de 2017                | César al mejor director              | Xavier Dolan                                                 | Ganador   |
| César de 2017                | César al mejor actor                 | Gaspard Ulliel                                               | Ganador   |
| César de 2017                | César al mejor actor secundario      | Vincent Cassel                                               | Nominado  |
| César de 2017                | César a la mejor actriz secundaria   | Nathalie Baye                                                | Nominada  |
| César de 2017                | César al mejor montaje               | Xavier Dolan                                                 | Ganador   |
| César de 2017                | César a la mejor película extranjera | Xavier Dolan                                                 | Nominada  |
| Festival de Cine de Hamburgo | Art Cinema Award                     | Juste la fin du monde                                        | Ganadora  |
| Premios Globos de Cristal    | Mejor película                       | Juste la fin du monde                                        | Nominada  |
| Premios Globos de Cristal    | Mejor actor                          | Vincent Cassel                                               | Nominado  |
| Premios Globos de Cristal    | Mejor actor                          | Gaspard Ulliel                                               | Nominado  |
| Premios Globos de Cristal    | Mejor actriz                         | Marion Cotillard                                             | Nominada  |
| Premios Lumiere              | Mejor actor                          | Gaspard Ulliel                                               | Nominado  |
| Premios Lumiere              | Mejor música                         | Gabriel Yared                                                | Nominado  |
| Premios Lumiere              | Mejor película extranjera            | Juste la fin du monde                                        | Nominada  |